# Памятник Петру I (Михайловский замок)
Памятник Петру I — бронзовый конный монумент Петру Великому, установленный перед Михайловским замком в Санкт-Петербурге. Первый конный монумент в истории русского искусства, созданный итальянским скульптором на русской службе Бартоломео Карло Растрелли.

## История

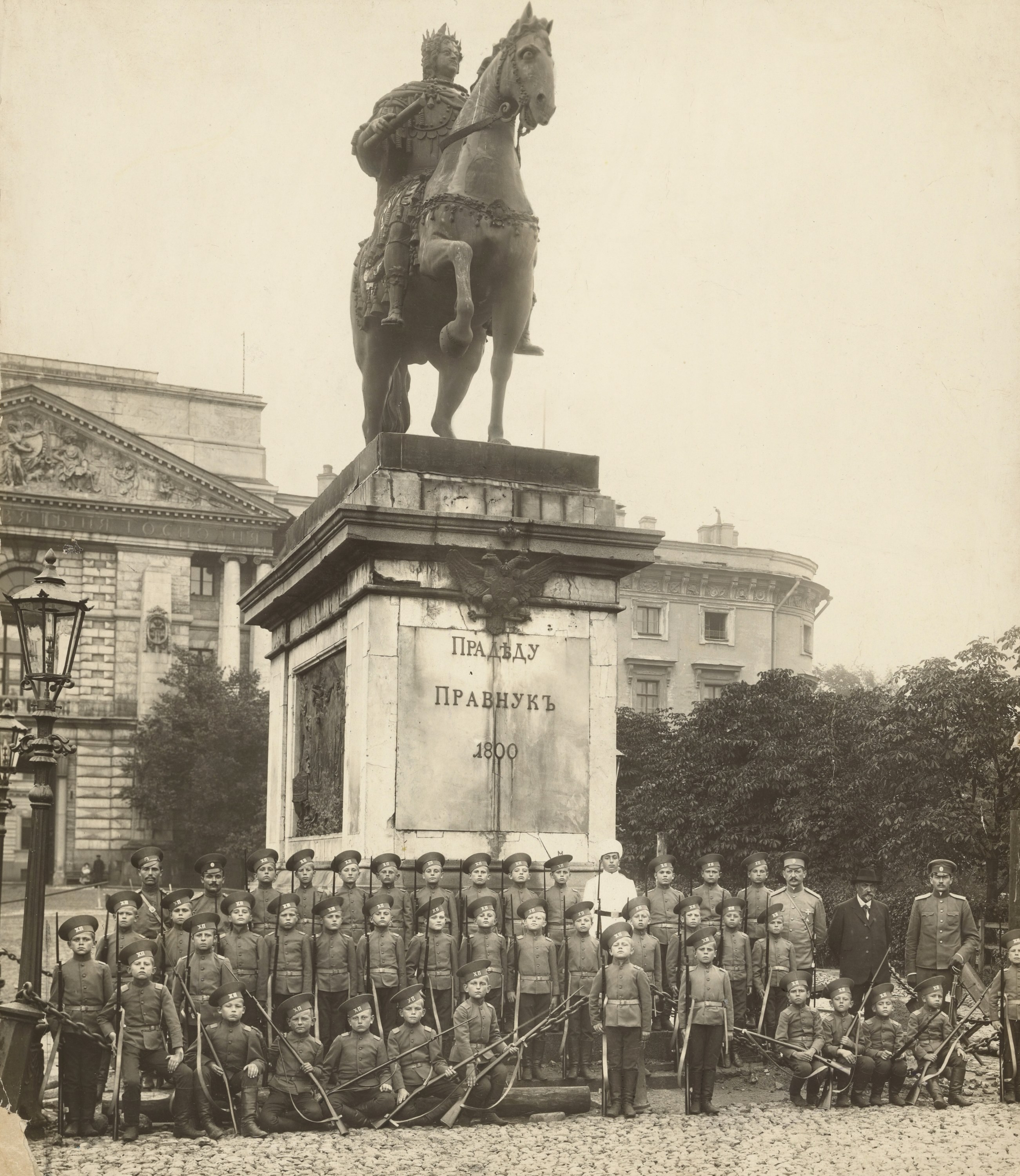
Памятник Петру I у Михайловского замка в начале XX века

Бартоломео Карло Растрелли — уроженец Флоренции, из обедневшего дворянского рода, знал архитектуру, скульптуру, бронзовое литьё и ювелирное дело. В 1698—1699 годах работал в Риме, но достойных заказов не находил и в 1699 году уехал в Париж, ко двору «Короля-Солнце» Людовика XIV. Во Франции он добился получения графского титула, но пышное итальянское барокко оказалось чужим для Франции, в Париже и Версале господствовал более классический стиль Людовика XIV. В 1715 году умер французский король и многие придворные художники вообще остались без заказов. Растрелли воспользовался возможностью работы в России и подписал контракт с агентами царя Петра. Вместе с сыном, будущим знаменитым архитектором, в ноябре 1715 года он выехал из Парижа и в следующем году прибыл в Петербург, обязуясь «работать во всех художествах и ремёслах».
При дворе Анны Иоанновны (1730—1740) он намеревался работать архитектором, но вынужден был заниматься скульптурой. Растрелли выполнил из бронзы портрет А. Д. Меншикова (1716), бюст Петра I (1723), скульптурную группу «Анна Иоанновна с арапчонком» (1741). Он создал гипсовые прижизненную (1717) и посмертную (1725, позднее отлитую в бронзе) маски царя Петра по примеру создания французским скульптором Антуаном Бенуа «восковой персоны» короля Людовика XIV. В ноябре 1721 года по снятой прижизненной маске Растрелли создал гипсовую голову царя, и на её основе — знаменитую «восковую персону» (1725). С 1992 года она экспонируется в Зимнем дворце Петра I (Эрмитаж).

## Иконографические источники и история создания монумента

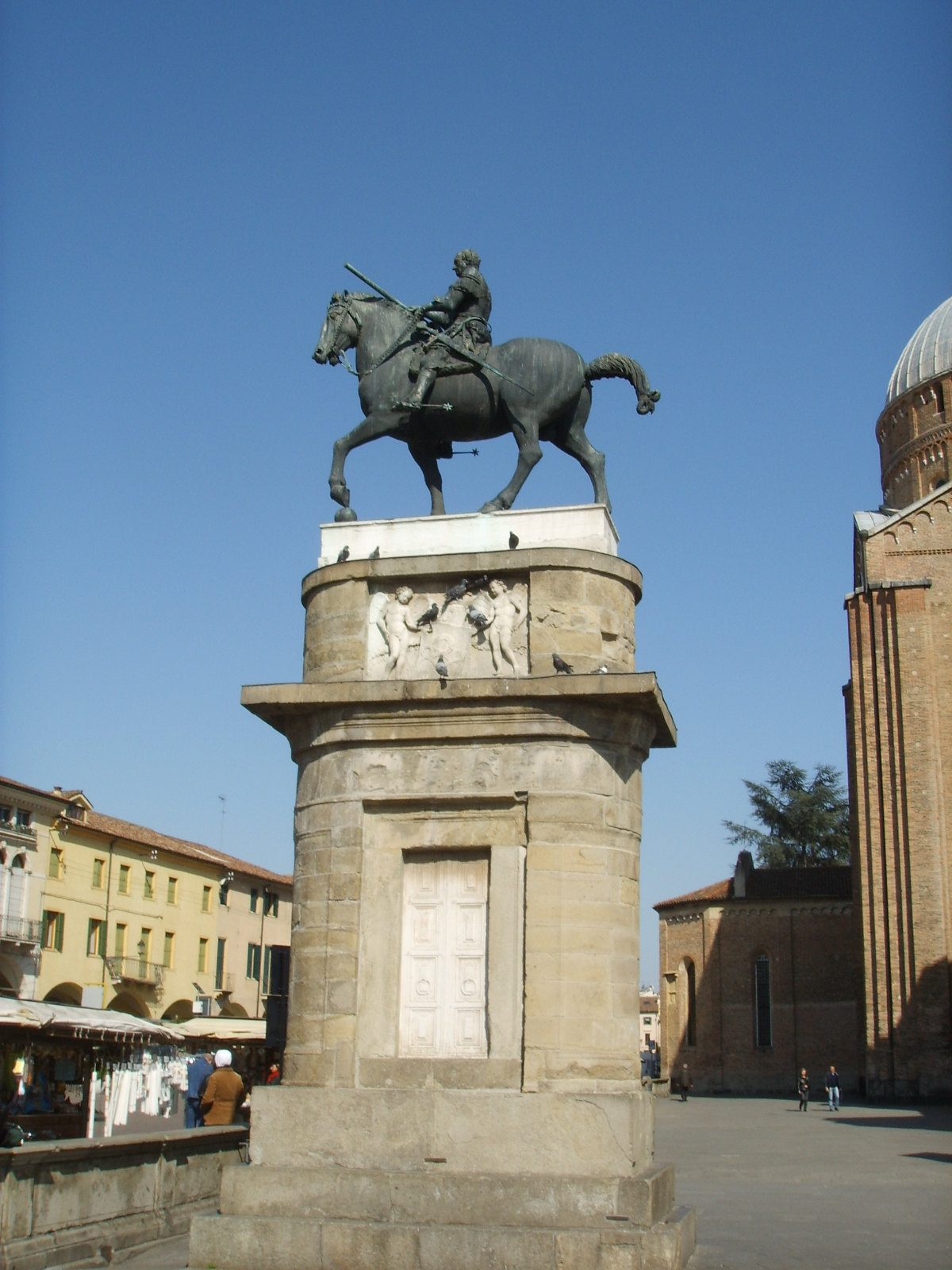
Донателло. Памятник кондотьеру Гаттамелата. 1445—1453. Падуя

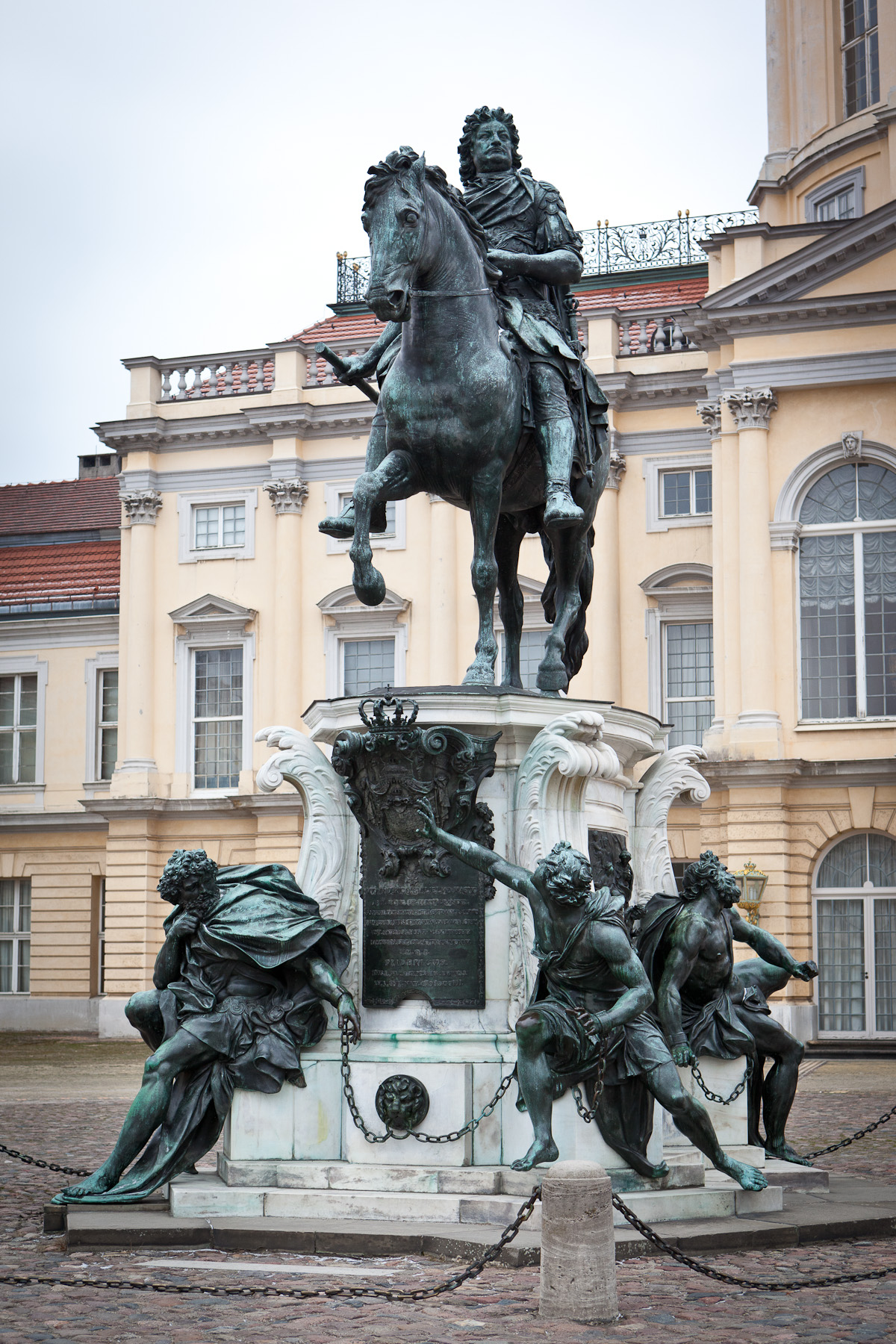
А. Шлютер. Памятник «Великому курфюрсту» Фридриху Вильгельму. 1696—1700. Дворец Шарлоттенбург. Берлин

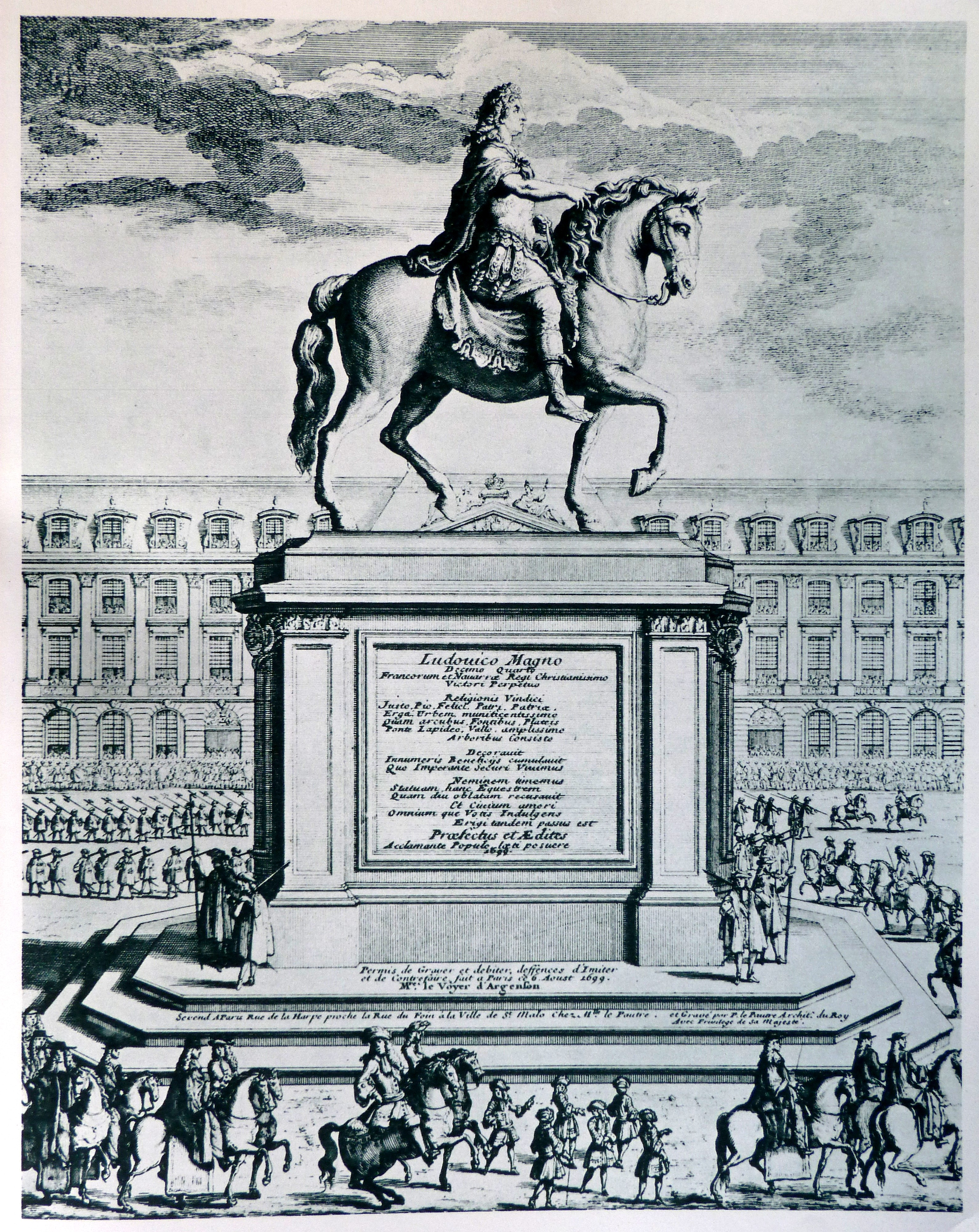
Открытие монумента Людовику XIV в Париже 13 августа 1699 г. Офорт П. Лепотра. Проект Ф. Жирардона

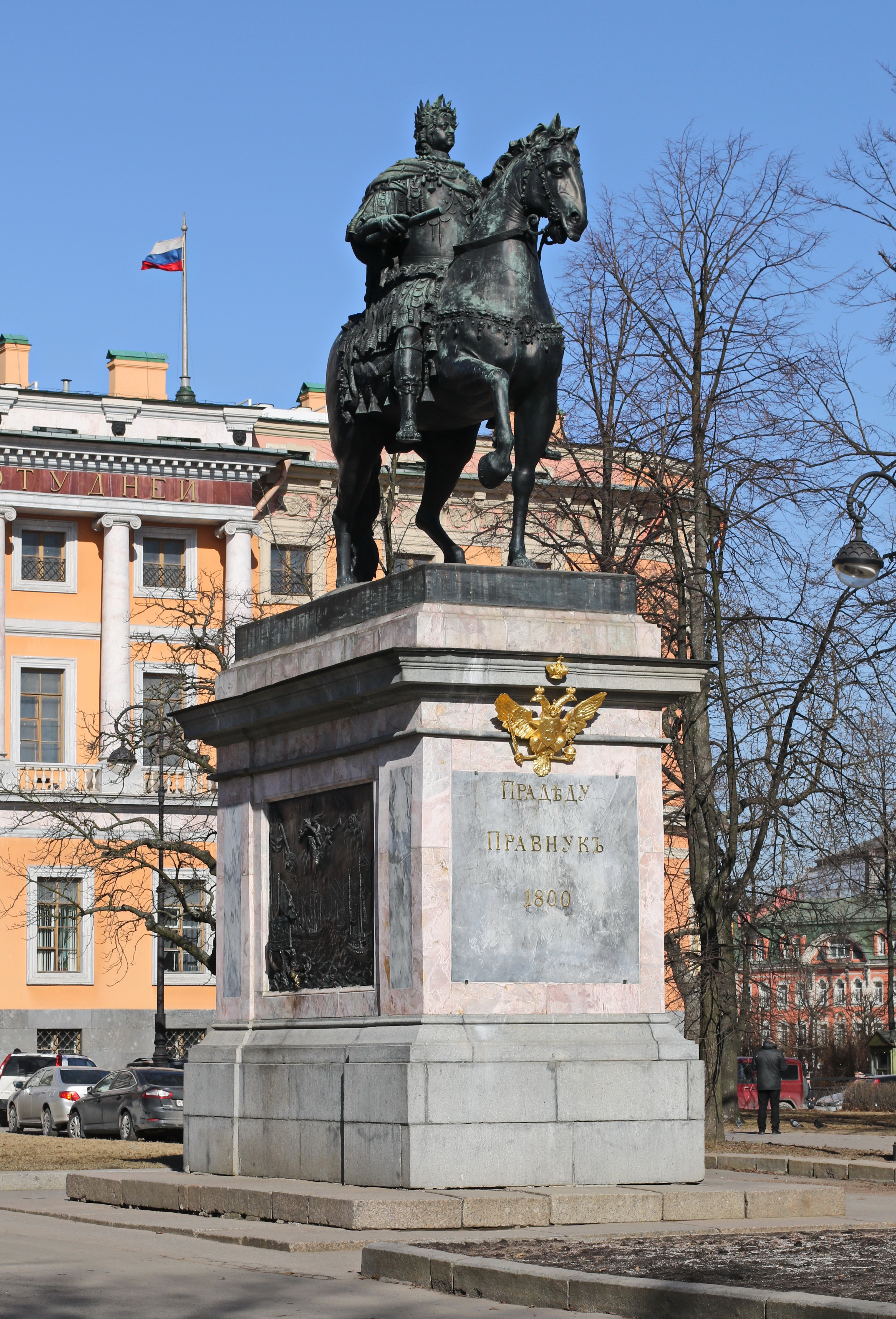
Памятник императору Петру I. Санкт-Петербург.

Пётр Великий, как и для многих его современников, был кумиром скульптора Растрелли Старшего. Он мечтал создать монумент достойный личности царя-реформатора. Замысел прижизненной конной статуи царя родился ещё в 1716 году и зафиксирован в рисунках, выполненных Растрелли в 1716—1717 годах, хранящихся в Российском государственном архиве древних актов (РГАДА) в Москве. На рисунках мы видим царя в античном одеянии, подобно римскому императору. Парящая фигуры Славы венчает его победным лавровым венком. По углам пьедестала помещены скованные фигуры пленников, полулежащие на военных трофеях. Цоколь украшен барельефом с изображением Полтавской битвы. В дальнейшем Растрелли значительно упростил композицию, но в ней остался узнаваемым античный прототип: Конная статуя Марка Аврелия на Кампидолио (Площади Капитолия) в Риме. Другой прототип — знаменитая ренессансная конная статуя кондотьера (наёмного воина) Гаттамелата работы выдающегося флорентийского скульптора Донателло (1445—1453).
Композиции конных монументов имеют давнюю историю, которая начинается в античности, продолжается в эпоху Возрождения и получает интенсивное развитие в эпоху барокко и классицизма. Этой традиции принадлежат знаменитые произведения Леонардо да Винчи (неосуществлённый проект памятника Ф. Сфорца), Андреа Верроккьо (памятник кондотьеру Коллеони в Венеции; 1479—1488), конная статуя короля Людовика XIV работы Франсуа Жирардона (1692), установленная на Площади Людовика Великого (позднее: Вандомская площадь) в Париже (статуя была уничтожена во время Французской революции в 1789 году; реплика: Лувр, Париж). Произведение Жирардона неоднократно воспроизводилось в гравюрах и стало классическим образцом для многих других подобных монументов, в том числе конного памятника «Великому курфюрсту» в Берлине А. Шлютера, ныне перенесённого в Шарлоттенбург (1696, отлит в 1700 г.), памятника курфюрсту Саксонскому Б. Пермозера в Дрездене.
Для работы над конной статуей и другими произведениями Растрелли была предоставлена мастерская с небольшой литейной печью. Осенью 1717 года модель статуи была отлита из свинца, а двумя годами позже одобрена царём и по его приказанию отправлена в Париж, в Королевскую Академию надписей и изящной словесности для составления латинского текста, который предполагалось поместить на пьедестале. Работа над памятником затянулась. Скульптор лепил в натуральную величину отдельные части коня и фигуры. Отливка памятника целиком по тем временам не представлялась возможной. В 1720 году Растрелли составил новый проект с иными аллегорическими фигурами. В 1725 году Пётр I скончался, а его ближайшие преемники не стремились увековечить его память и к работе скульптора относились с пренебрежением.
Только императрица Елизавета Петровна заинтересовалась монументом и скульптор приступил к подготовке. По его указаниям построили большой «литейный амбар». Растрелли подготовил для отливки восковую модель, но 18 ноября 1744 года скоропостижно скончался. После смерти отца руководство литейными работами взял на себя его сын и в ноябре 1747 года отливка статуи с помощью итальянского литейщика Алессандро Мартелли благополучно завершилась. Далее требовалась чеканка отливки и изготовление пьедестала, но Растрелли Младшего отвлекали на другие работы, а в 1761 году скончалась дочь Петра, императрица Елизавета Петровна и о памятнике надолго забыли.
Позднее предполагалось установить памятник на Васильевском острове, напротив петровского детища: здания Двенадцати коллегий, на площади, планируемой в качестве городского центра. Так памятник изображён на генеральном плане Санкт-Петербурга 1753 года. Но и этот план не был осуществлён. В 1754—1762 годах архитектор Бартоломео Франческо Растрелли Младший, перестраивая большой Зимний дворец, планировал создать перед дворцом большую площадь и «украсить её свободно стоящей круглой в плане колоннадой с конным монументом Петра I в центре». Этому проекту также не суждено было осуществиться. Взошедшая на престол в 1762 году Екатерина II отвергла произведение Растрелли — эстетические критерии и вкусы к тому времени значительно изменились — и задумала воздвигнуть Петру Великому свой монумент. В 1782 году после открытия другого памятника, получившего известность под названием «Медный всадник», императрица подарила скульптуру Растрелли князю Г. А. Потёмкину, но тот не перенёс подарок в свой Таврический дворец, а оставил его под деревянным навесом у Троицкого моста, где он простоял ещё восемнадцать лет.
В августе 1798 года новый император Павел I передал статую Адмиралтейству с повелением поставить её в Кронштадте при входе в Кронштадский канал. Указ был утверждён 2 марта 1799 года, однако на следующий день император передумал и распорядился: архитектору В. Бренне поставить монумент на «Площади Коннетабля» перед фасадом Михайловского замка. Этот акт имел важное политическое значение. На постаменте император Павел, до этого отстранённый матерью от трона, повелел сделать надпись: «Прадеду правнук», чтобы показать преемственность его власти от самого Петра Великого, минуя упоминание о ненавистной матери Екатерине, а также в качестве мести за убитого отца Петра III. Но и на этом история не закончилась. Мечущийся Павел снова отменил своё решение и распорядился поставить перед замком памятник А. В. Суворову, созданный скульптором М. И. Козловским (1799—1801). Однако Суворов в марте 1800 года впал в немилость. Тогда император вернулся к прежнему решению об установке монумента Петру Великому.

## Художественные особенности памятника
Для памятника по указанию императора был создан новый пьедестал в стиле русского классицизма, не имеющий ничего общего с проектом Растрелли. Проекты нового пьедестала представили архитекторы А. Н. Воронихин, В. Бренна, Ф. И. Волков, а также скульпторы Ф. Г. Гордеев, М. И. Козловский, И. П. Мартос. Император отверг проект Воронихина и утвердил эскиз монумента с надписью «Прадеду правнук». Имя автора не упомянуто в протоколе заседания Совета Академии художеств. Обычно автором называют архитектора Ф. И. Волкова, но историки предполагают деятельное участие В. Бренны и М. И. Козловского.
Четырёхгранный постамент облицован олонецким мрамором, плитами розового, зелёного и белого тонов. На нём, хорошо обозреваемый со всех точек зрения, возвышается «петербургский кондотьер» (определение Д. Е. Аркина). Пётр I изображён в образе «римского кесаря», полководцем-триумфатором, властным и грозным. Он увенчан лавровым венком — символом славы. В правой руке — жезл полководца. Горностаевая мантия, тяжёлыми складками ниспадающая с плеч, приоткрывает боевой нагрудник; меч у левого бедра с массивной рукояткой и изображением льва подчеркивает силу и мощь его владельца. Дорогое покрывало, отороченное массивными кистями, служит седлом. Конь выступает величаво и торжественно. Спокойно и невозмутимо восседает на нем всадник. Открытые римские сандалии дополняют наряд всадника.
Творение Растрелли часто сравнивают с другим монументом: памятником Петру I работы Э. М. Фальконе — «Медным всадником». Именно последний стал одним из символов Санкт-Петербурга. Безусловно, «Медный всадник» Фальконе необычайно выразителен, но его выразительность картинна, «рисованна» и не столь скульптурна, как в монументе работы Растрелли. Не случайно «Медный всадник» впечатляет лишь с одной-двух фиксированных точек зрения и «не выдерживает» кругового обзора из-за неудачных ракурсов. В смысле монументальности и зрительной цельности произведение Растрелли намного совершеннее. Главная особенность памятника — его символическая обобщённость. Идейная выразительность статуи достигается не напыщенными аллегориями во вкусе барокко, а обобщённой цельностью объёма, с большим мастерством развёрнутого в пространстве. С любой точки зрения, даже сзади, открывается строго завершённый и выразительный силуэт.
Постамент украшают бронзовые барельефы, запечатлевшие решающие эпизоды Северной войны. Они слегка стилизованы под петровское барокко, время, когда работал скульптор Растрелли, в частности, под стиль барельефа «Основание Петербурга» (1923) и других, созданных для «Триумфального столпа» (Санкт-Петербург, Эрмитаж).
На восточной стороне постамента — «Полтавская баталия», на западной — «Битва при Гангуте». Барельефы выполнены под руководством М. И. Козловского скульпторами И. И. Теребенёвым, В. И. Демут-Малиновским, И. Е. Моисеевым. Работу по отливке барельефов осуществлял мастер В. П. Екимов. На торцовом (северном) фасаде постамента изображены военные трофеи, на южном — надпись: «Прадеду правнук 1800».
Во время блокады Ленинграда из-за артиллерийского обстрела статуя была снята с пьедестала и укрыта в земле. В 1945 году возвращена на место.

## Исторические интерпретации
В художественной литературе история создания памятника получала подчас самые фантастические предположения. Так, польский писатель Казимир Валишевский утверждал, что скульптура Растрелли так и осталась незавершённой, а литейщик Мартелли представил собственный проект «героя, костюмированного в греческую тогу», который Екатерине II пришелся не по вкусу. Однако Валишевский не подкрепил своё утверждение никакими авторитетными источниками, а в работах отечественных специалистов сведения о проекте Мартелли отсутствуют. Кроме того, этому описанию вполне соответствует «Медный всадник» работы Фальконе, в обсуждении проекта которого действительно принимала участие императрица (следовательно, если бы замысел Мартелли существовал, то вполне мог бы встретить одобрение).

## Галерея

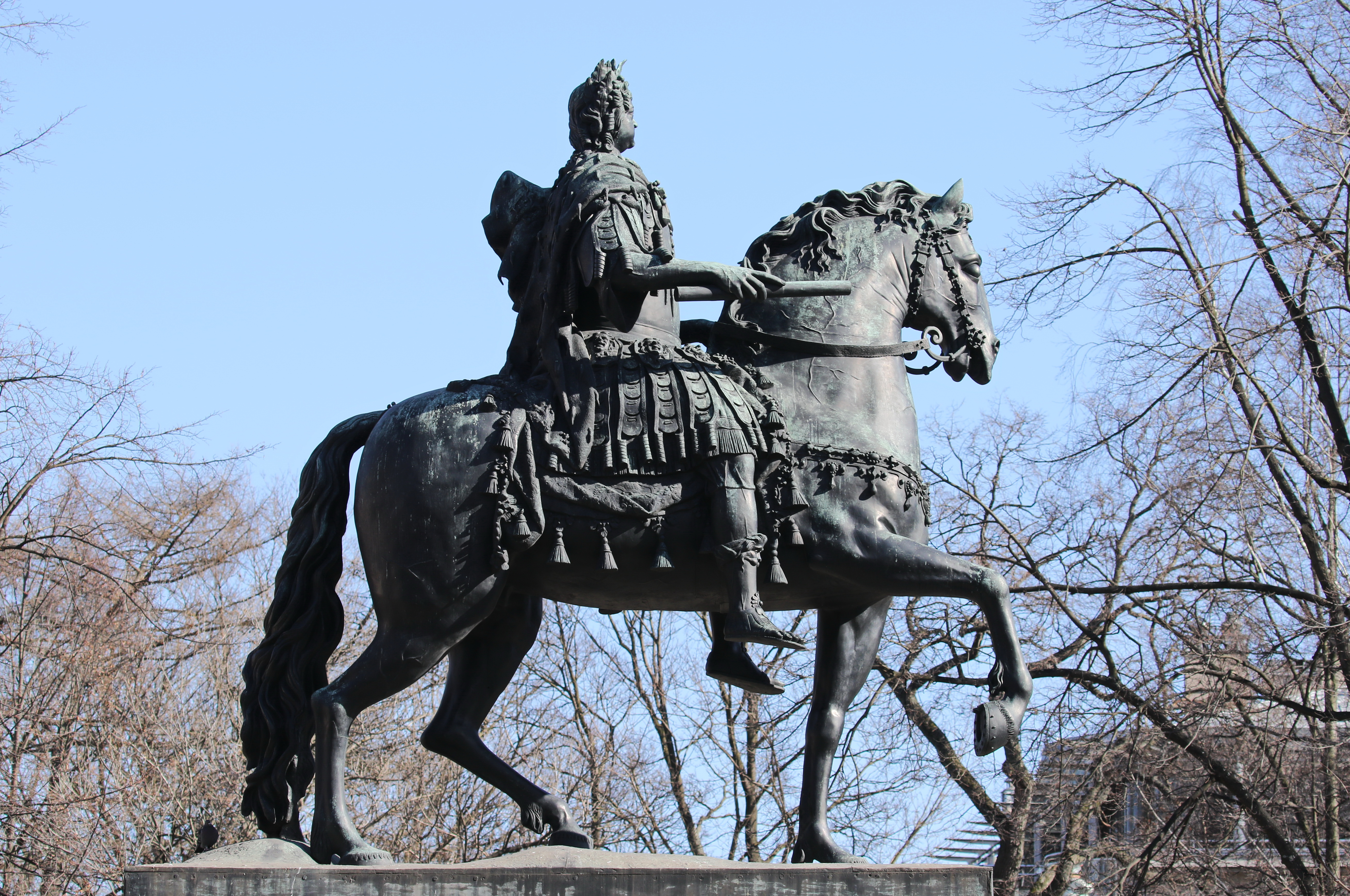
Памятник императору Петру I. Санкт-Петербург
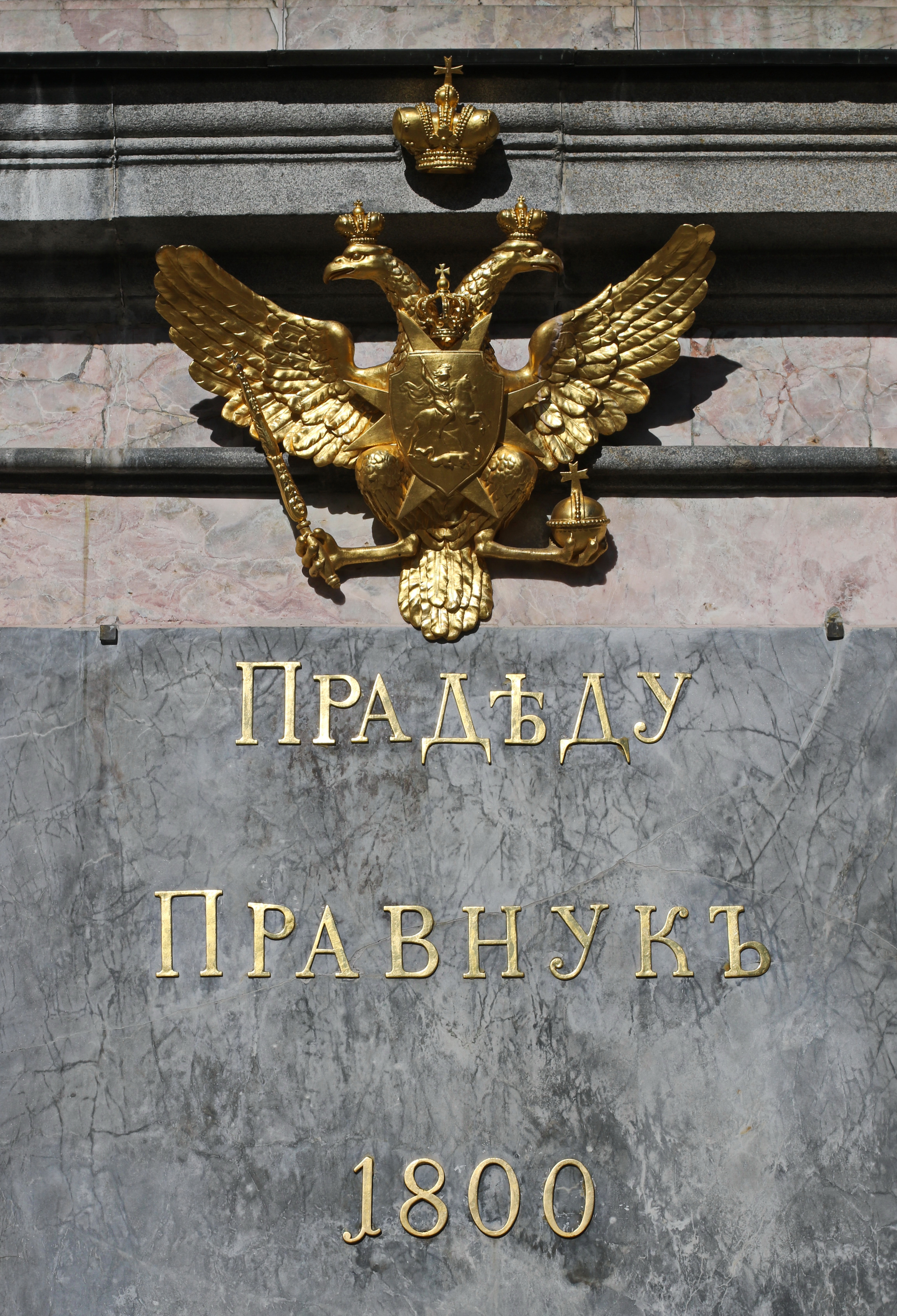
Памятник императору Петру I. Деталь
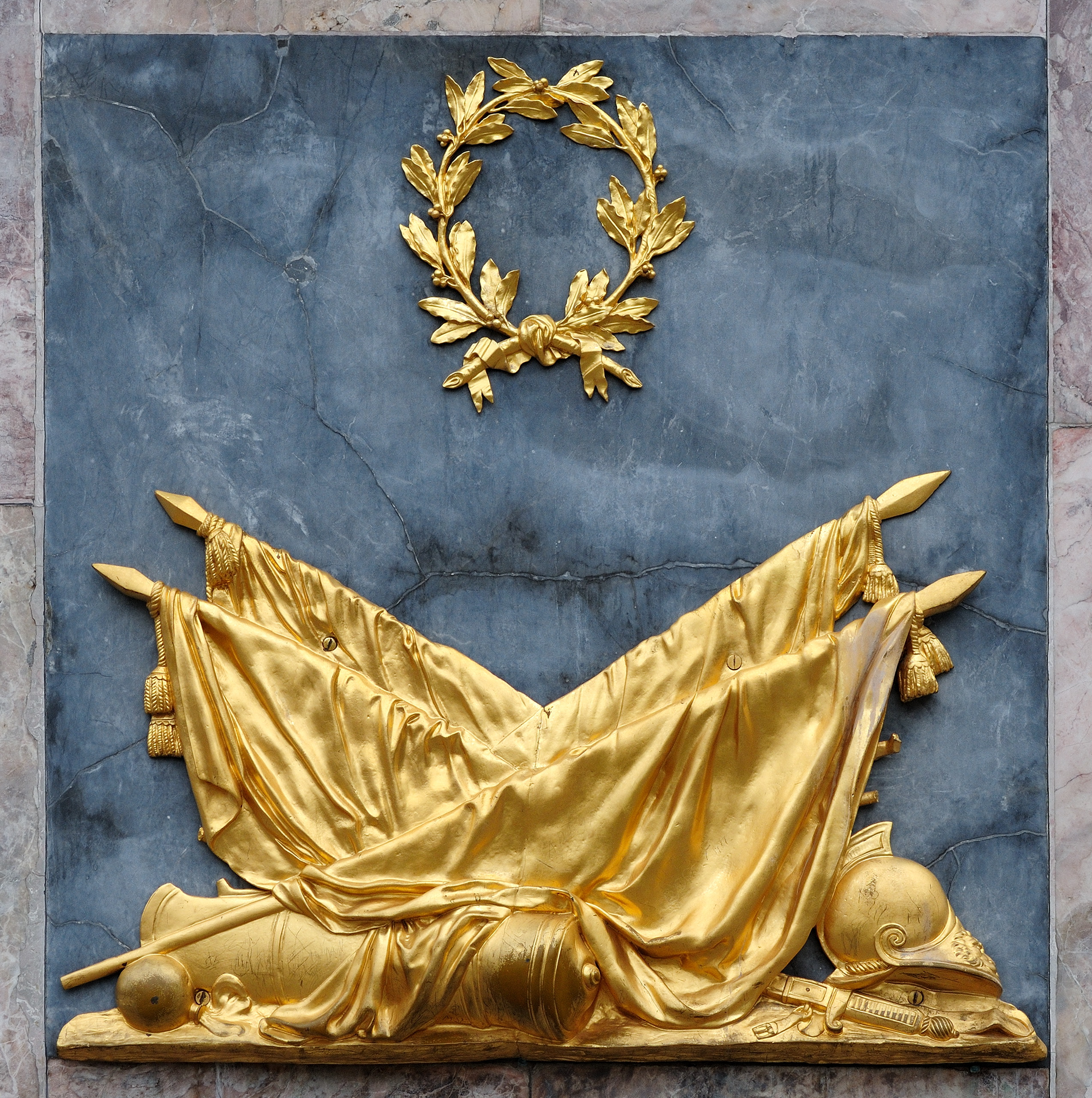
Памятник императору Петру I. Деталь
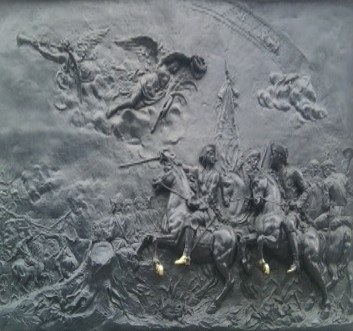
Барельеф «Полтавская баталия»
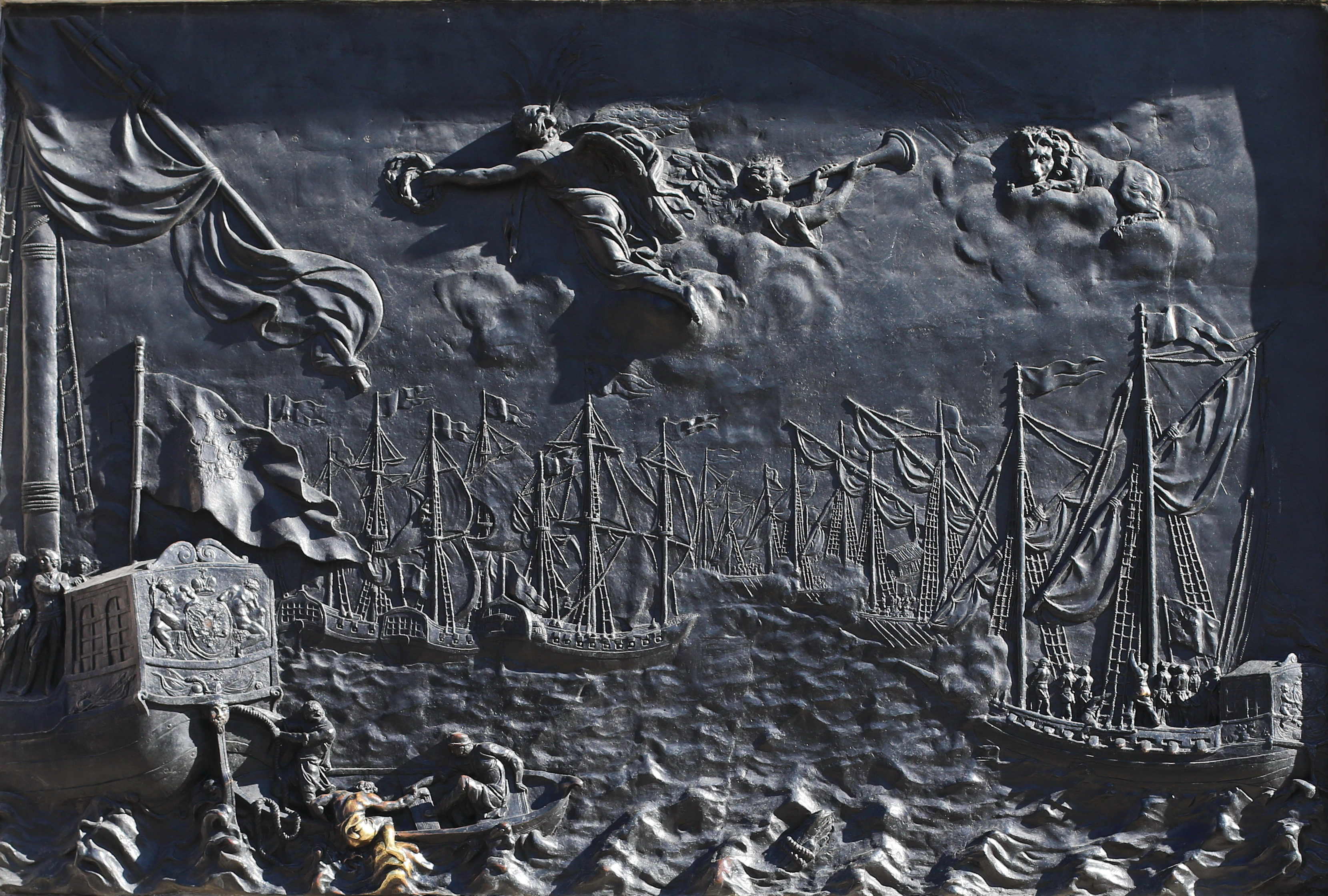
Барельеф «Битва при Гангуте»

## В кино и на телевидении
Памятник Петру I работы Растрелли показан в фильме "Поручик Киже" и в эпизоде "Городок" "Новые русские нашего Городка".